# Ministerios Bautistas Canadienses
Los Ministerios Bautistas Canadienses (en inglés: Canadian Baptist Ministries) son una asociación cristiana evangélica de iglesias bautistas que tiene su sede en Mississauga, Canadá. Ella está afiliada a la Alianza Bautista Mundial.

## Historia
El nombre tiene su origen en una misión estadounidense establecida en Sackville (New Brunswick) en 1763. En 1874, se fundó la Sociedad Misionera Extranjera Bautista Canadiense en Ontario. En 1911, se convirtió en la "Junta de Misiones Extranjeras Bautistas Canadienses". Fue rebautizado como "Ministerios Internacionales Bautistas Canadienses".
En 1944, la Federación Bautista de Canadá fue fundada en Saint John (Nuevo Brunswick) con la Convención Bautista de Ontario y Quebec, la Unión Bautista de Canadá Occidental y la Convención Bautista Unida de las Marítimas (ahora "Bautistas canadienses del Atlántico de Canadá").  En 1947, la Convención Bautista de Ontario y Quebec autorizó la ordenación de mujeres ministras y Muriel Spurgeon Carder fue la primera mujer ordenada.  En la Convención Bautista Unida de las Provincias Atlánticas, Josephine Moore fue la primera en 1954. En la Unión Bautista del Oeste de Canadá, Mae Benedict fue la primera en 1959. La Federación dio la bienvenida a la Unión de Iglesias Bautistas Francesas a Canadá (ahora "Unión de Iglesias Bautistas Francófonas de Canadá") en 1970. La Federación pasó a llamarse Federación Bautista Canadiense en 1982. En 1995, la "Federación Bautista Canadiense" se fusionó con los "Ministerios Internacionales Bautistas Canadienses" para formar los Ministerios Bautistas Canadienses.
Según un censo de la asociación de iglesias, en 2023 dijo que tenía 971 iglesias y 81,685 miembros.

## Estructura
Está formado por 4 uniones regionales de iglesias: los bautistas canadienses de Ontario y Quebec, los bautistas canadienses del oeste de Canadá, los bautistas canadienses del Atlántico canadiense y la Unión de Iglesias Bautistas Francófonas de Canadá.

## Escuelas

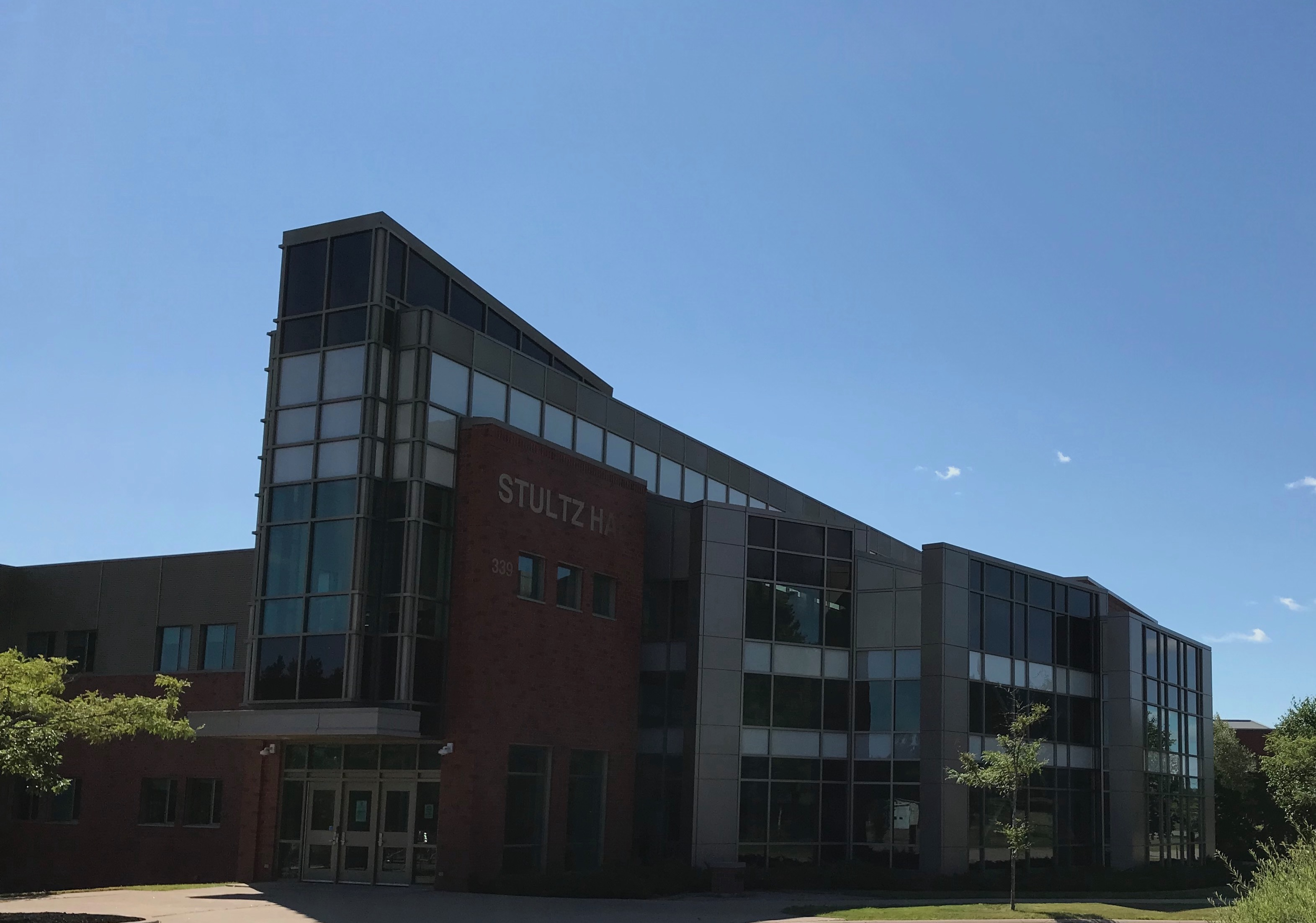
Stultz Hall, Universidad Crandall en Moncton.

Las convenciones regionales de la convención han participado en la fundación de varias universidades que se han hecho públicas. Hubo la fundación de la Universidad de Acadia por los Bautistas canadienses del Atlántico canadiense en 1838, la fundación de la Universidad McMaster por la Convención Bautista de Ontario y Quebec en 1881 y Universidad de Brandon por los bautistas canadienses del oeste de Canadá en 1890.
La asociación tiene varios  colegios bíblicos y una universidad asociada, Universidad Crandall.